# 4,4′-Dibrombiphenyl
4,4′-Dibrombiphenyl ist eine chemische Verbindung aus der Gruppe der polybromierten Biphenyle.

## Gewinnung und Darstellung
4,4′-Dibrombiphenyl kann durch Reaktion von Biphenyl mit Brom gewonnen werden.

## Eigenschaften
4,4′-Dibrombiphenyl ist ein weißer Feststoff, der praktisch unlöslich in Wasser ist. Er besitzt eine monokline Kristallstruktur mit der Raumgruppe P21/n (Raumgruppen-Nr. 14, Stellung 2).

## Regulierung
In der Europäischen Union wird 4,4′-Dibrombiphenyl im Anhang XVII der REACH-Verordnung gelistet und unterliegt in der EU einem Verwendungsverbot in Textilerzeugnissen mit Hautkontakt sowie einem Inverkehrbringensverbot.
In der Schweiz ist die Herstellung und Verwendung von 4,4′-Dibrombiphenyl gemäß der Chemikalien-Risikoreduktions-Verordnung verboten.